# Lycaena bipunctata
Lycaena bipunctata är en fjärilsart som beskrevs av Tutt 1906. Lycaena bipunctata ingår i släktet Lycaena och familjen juvelvingar. Inga underarter finns listade i Catalogue of Life.